# Rufisque (departement)
Rufisque is een departement in de regio Dakar, in Senegal. Hoofdstad is Rufisque. Andere belangrijke plaatsen zijn Diamniadio, een geplande stad die de Senegalese hoofdstad Dakar moet ontlasten, en Sangalkam, bekend voor het in die gemeente gelegen Roze Meer.

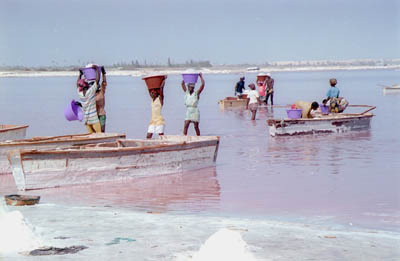
Roze Meer